# Trakt Królewsko-Cesarski w Poznaniu

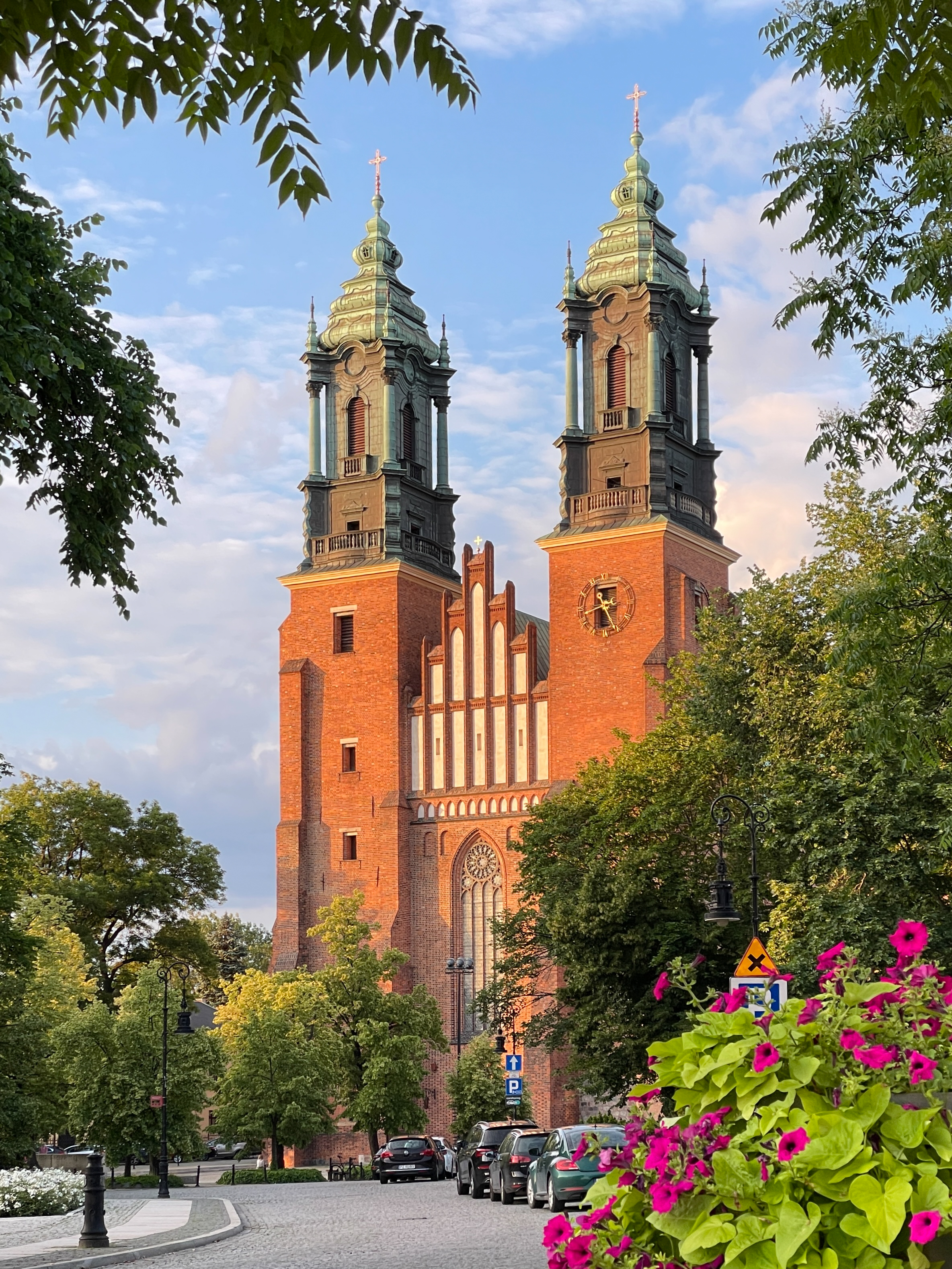
Bazylika archikatedralna Świętych Apostołów Piotra i Pawła

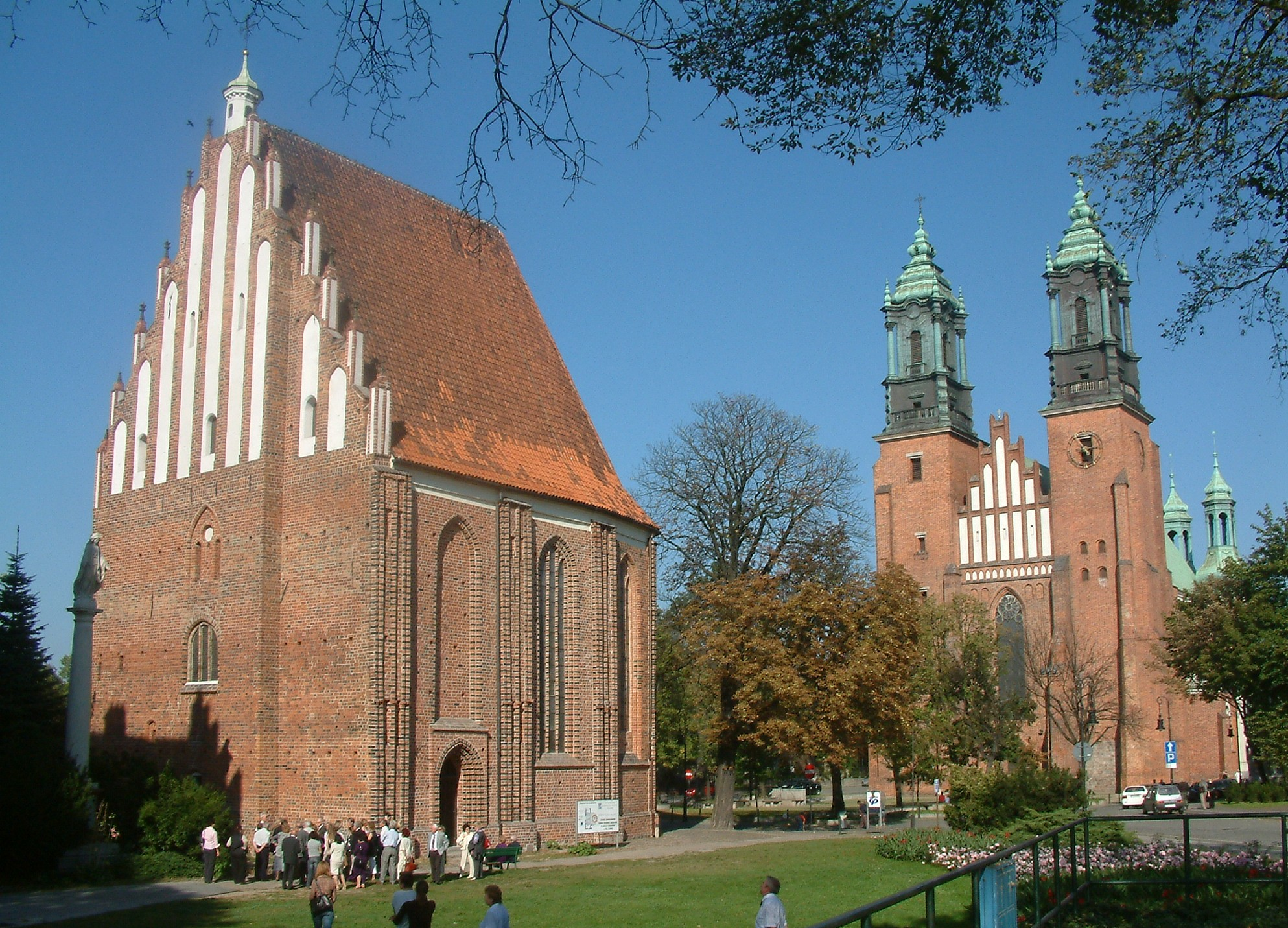
Kościół Najświętszej Marii Panny in Summo

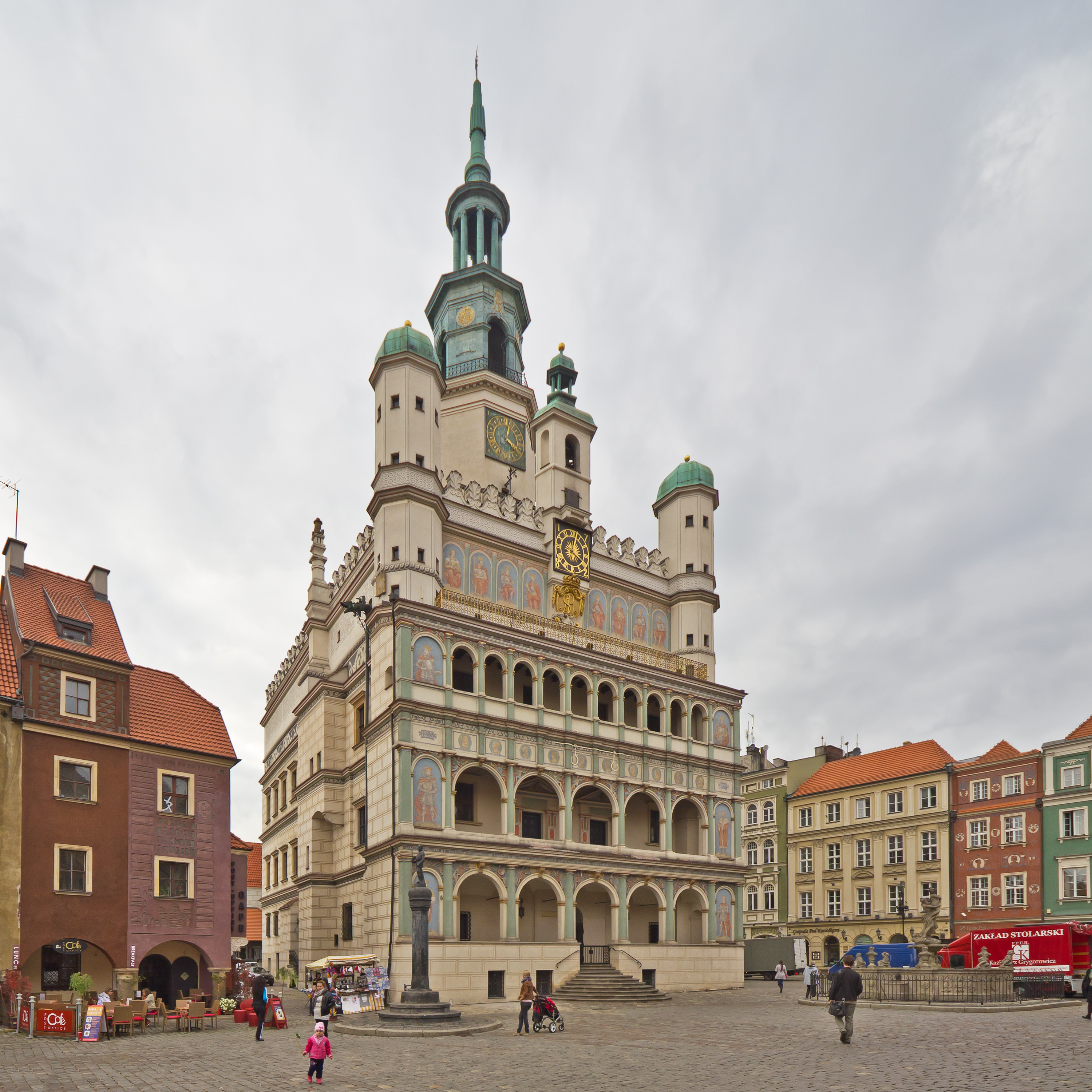
Ratusz

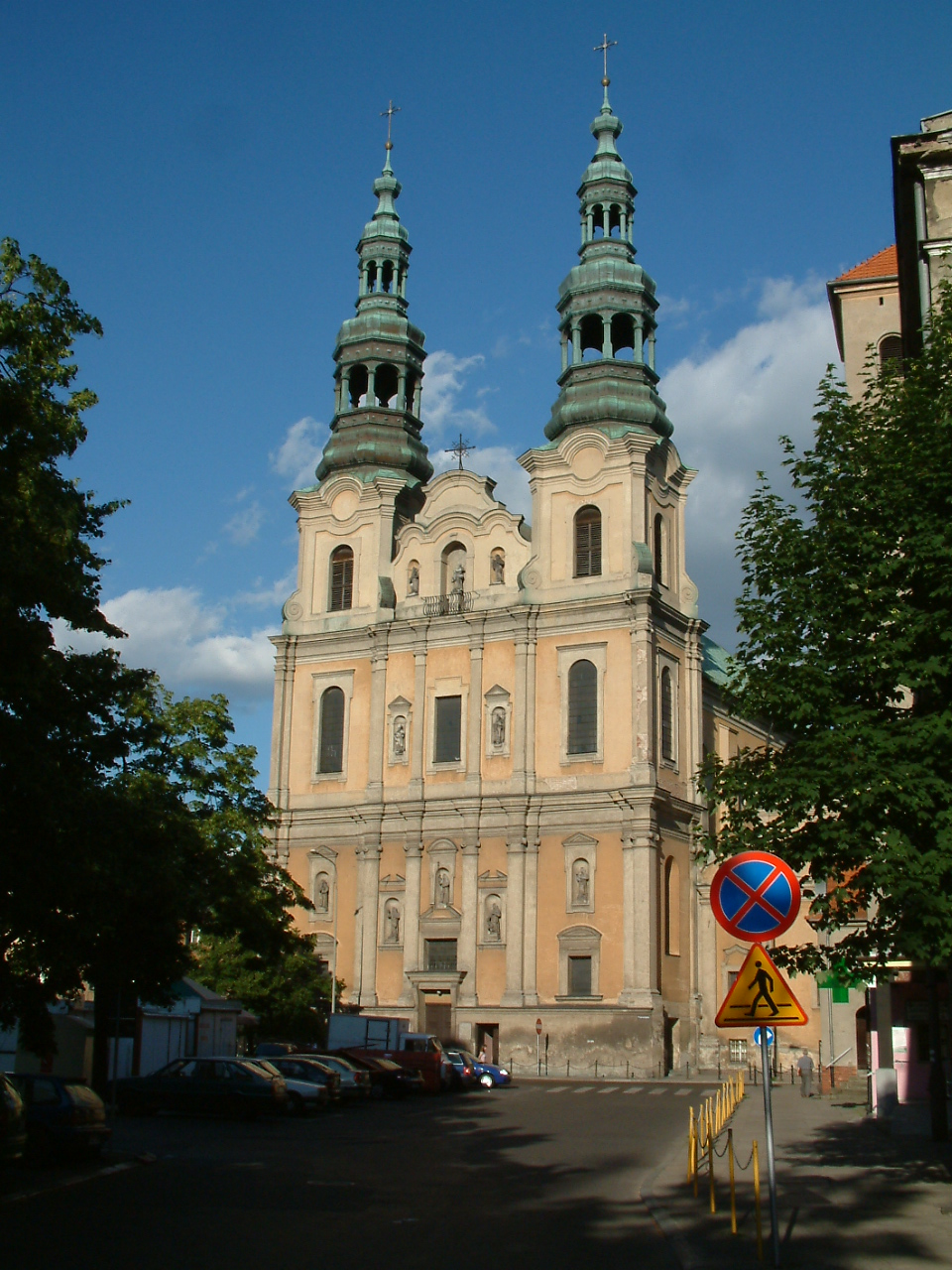
Kościół św. Franciszka Serafickiego

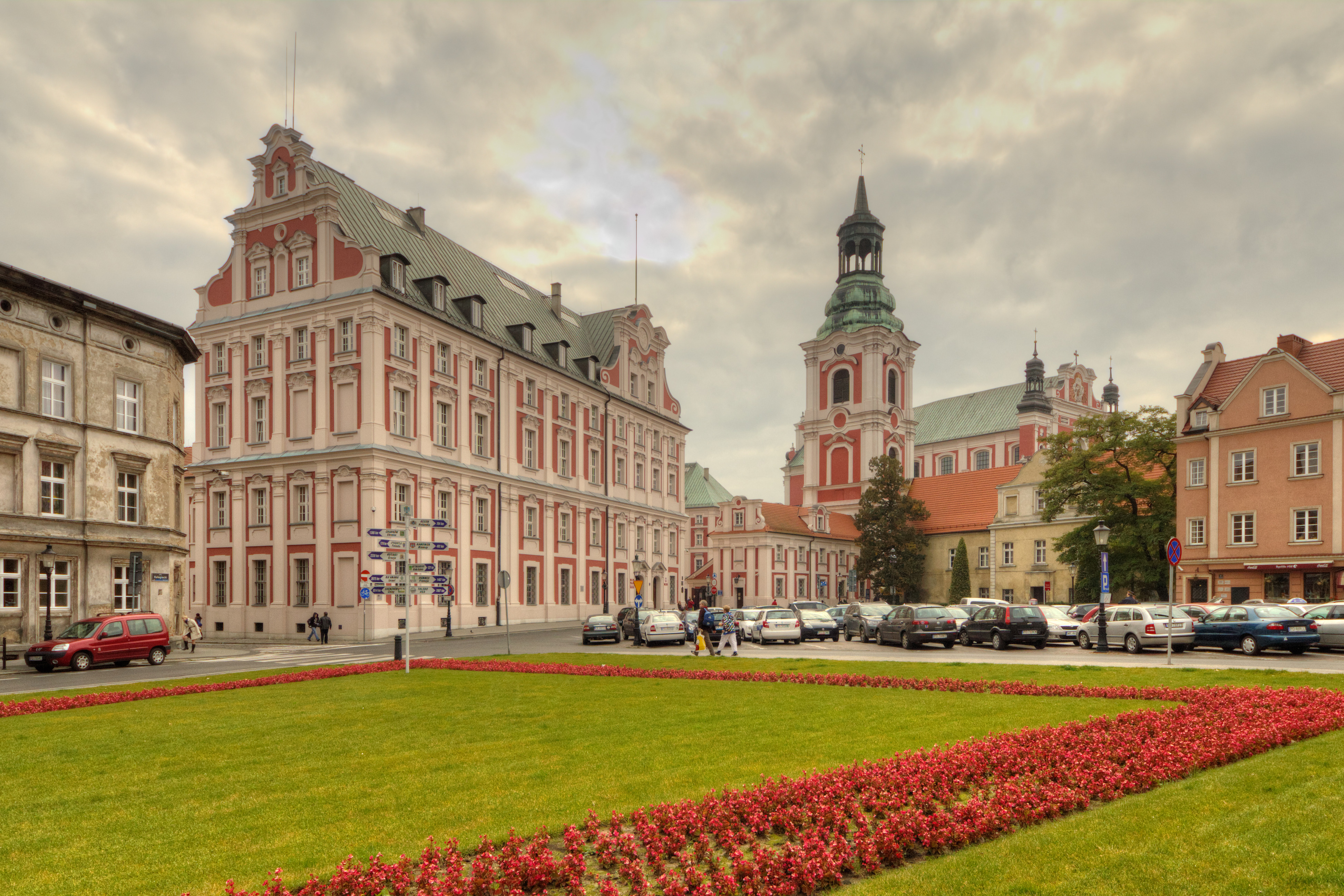
Kolegium jezuickie

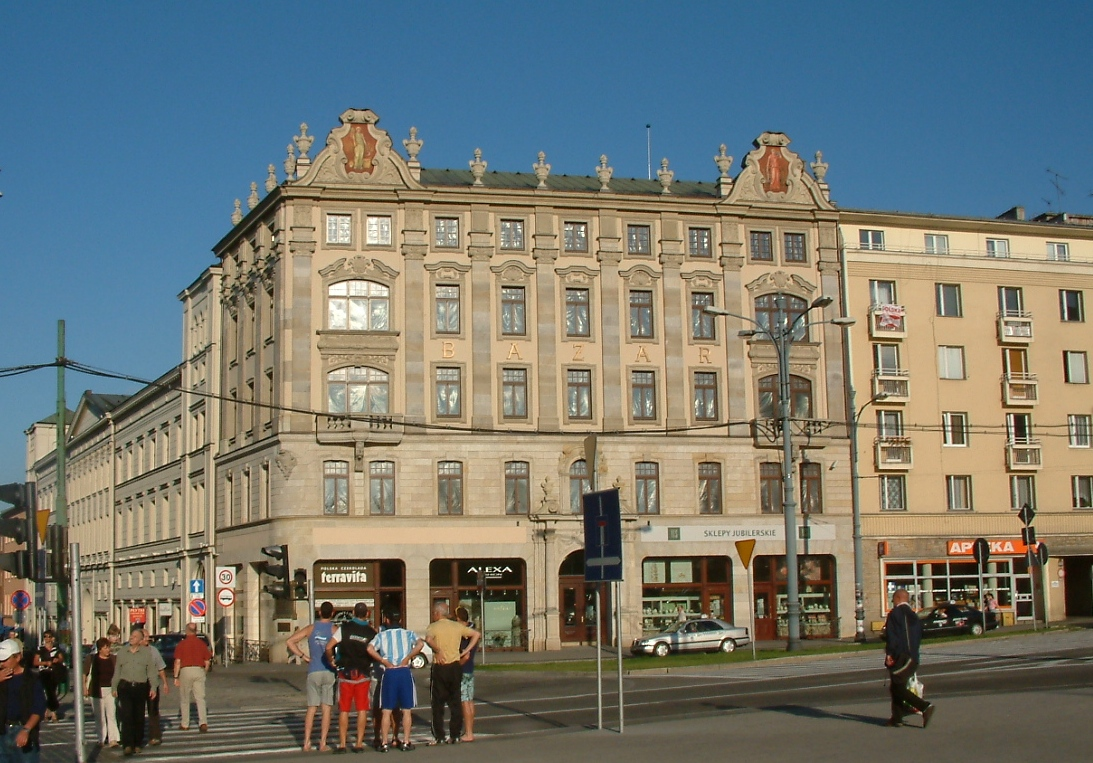
Hotel Bazar

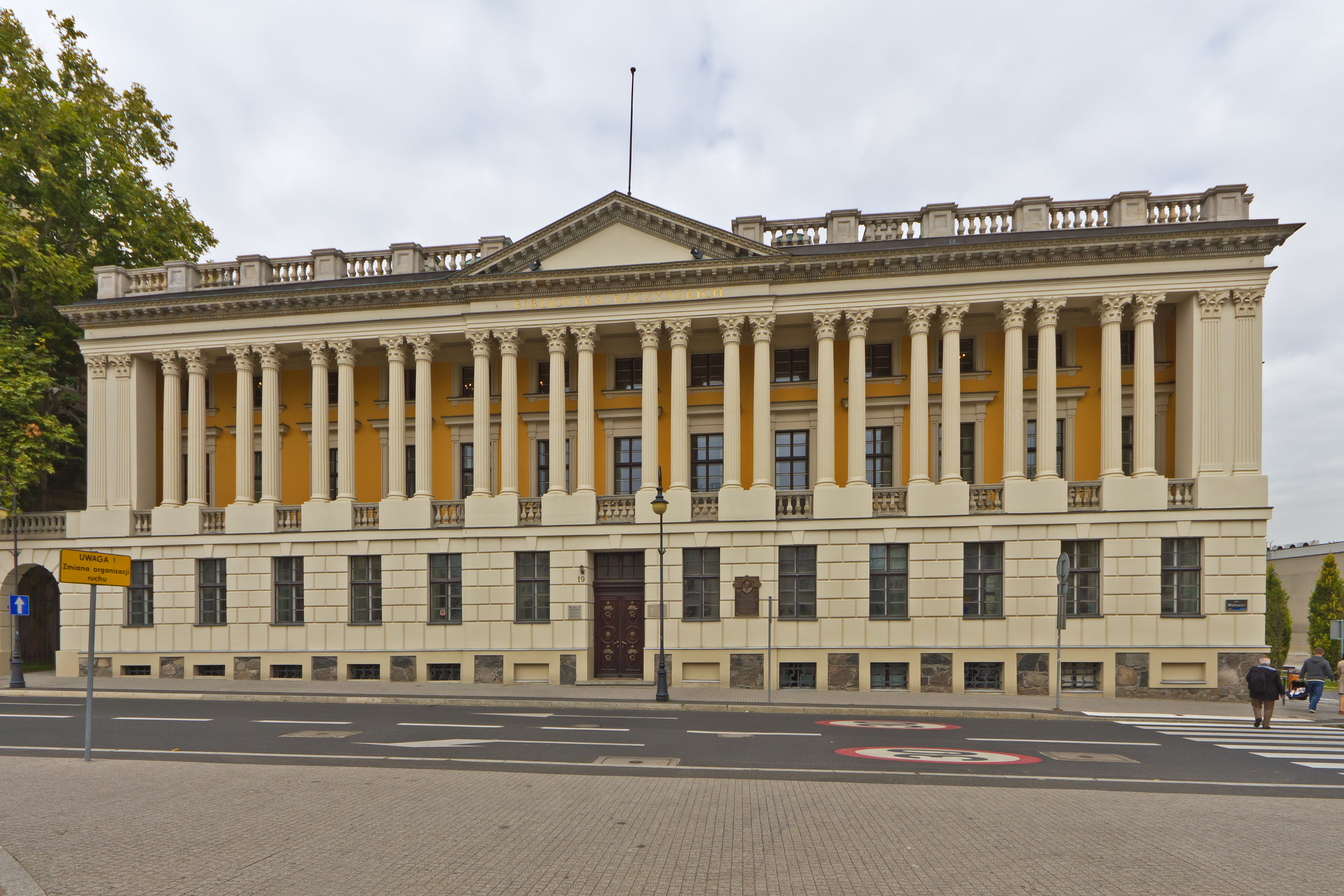
Biblioteka Raczyńskich

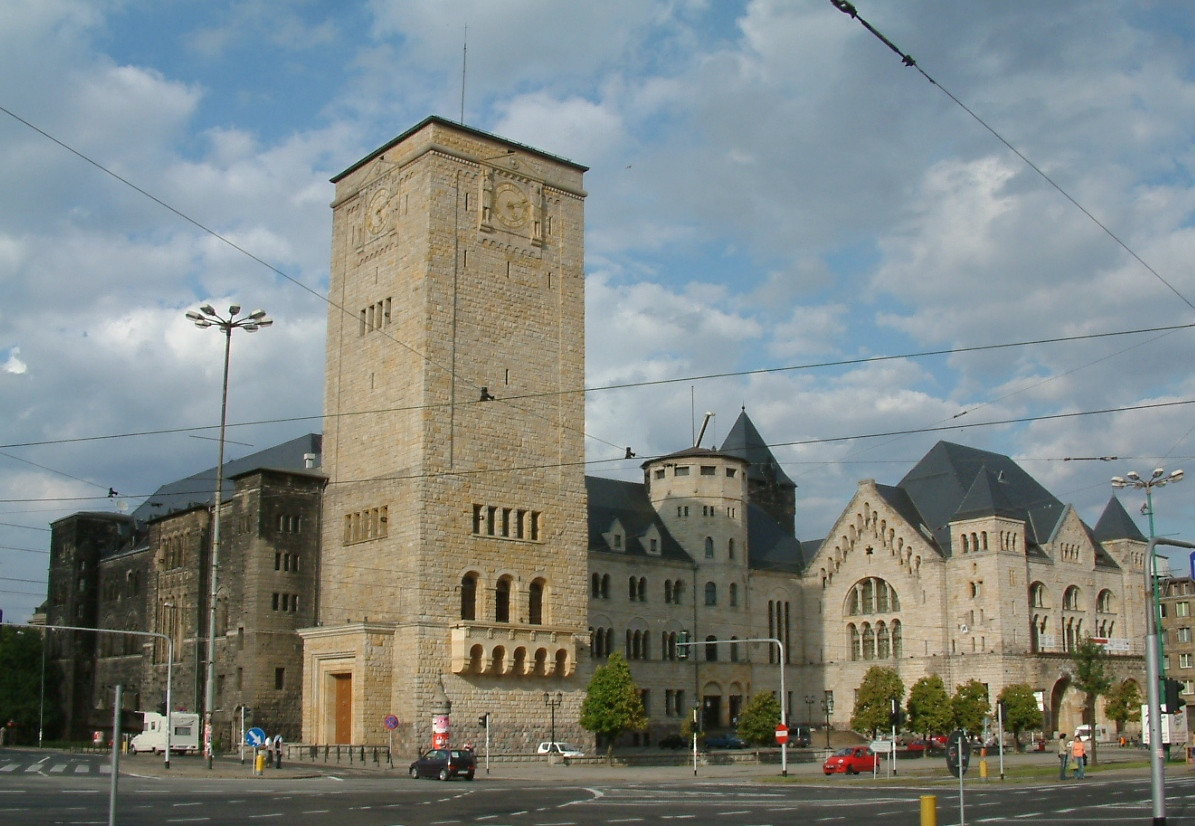
Zamek Cesarski

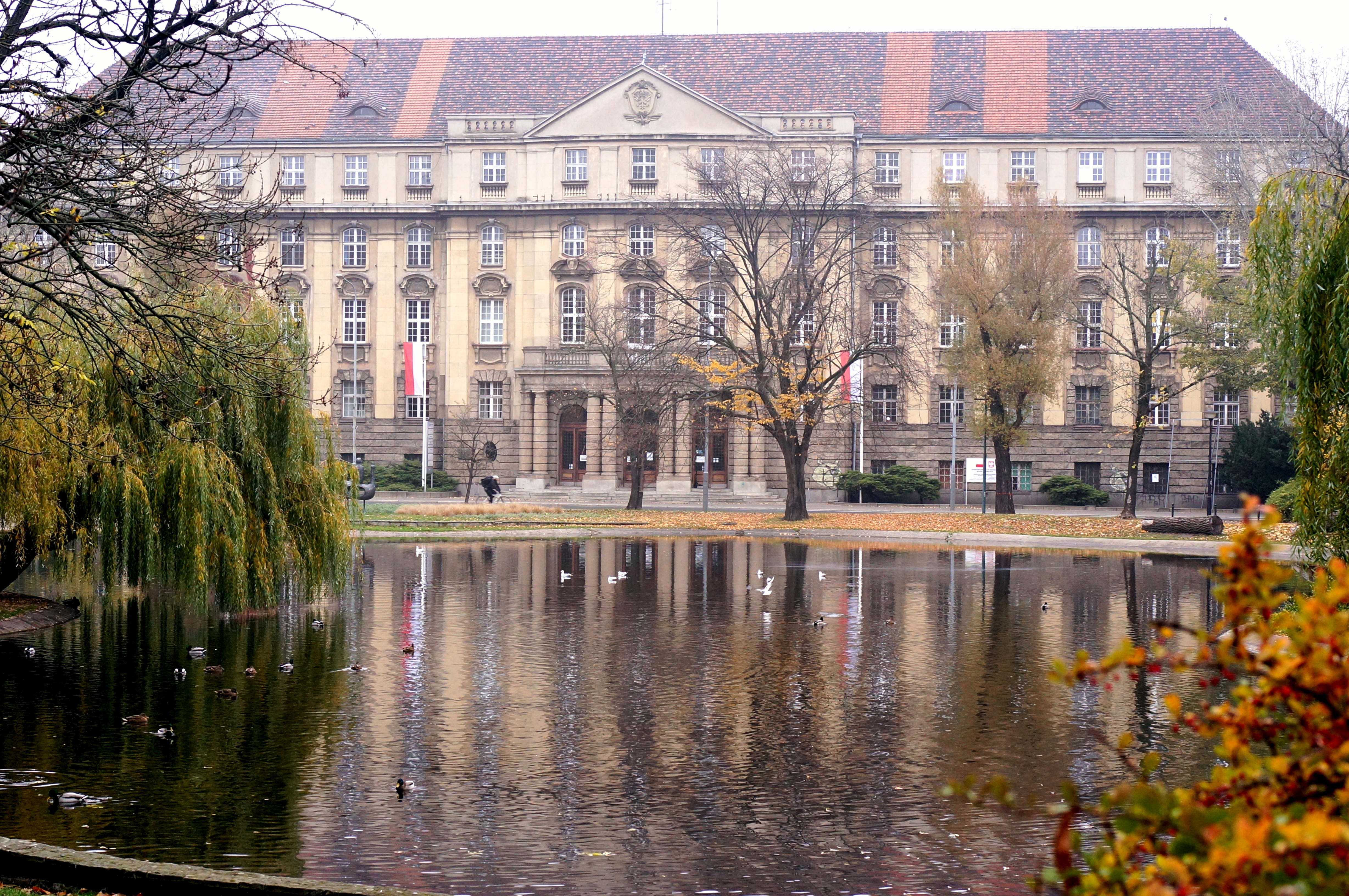
Dawna Królewska Dyrekcja Kolei

Trakt Królewsko-Cesarski w Poznaniu – główna trasa turystyczno-kulturowa przebiegająca przez Poznań. Łączy najpopularniejsze turystycznie obszary centrum Poznania, obejmując obiekty związane z dziedzictwem kulturowym miasta i prezentując je przez pryzmat dziejów społeczności Poznania.
Projekt Trakt Królewsko-Cesarski realizowany był w latach 2006–2013 przez Urząd Miasta Poznania, na podstawie koncepcji powstałej w 2004 w Regionalnym Ośrodku Badań i Dokumentacji Zabytków w Poznaniu. Program stanowił realizację założeń Narodowego Programu Kultury „Ochrona Zabytków i Dziedzictwa Kulturowego na lata 2004-2013”. Od 2009 koordynowany jest przez Centrum Turystyki Kulturowej TRAKT (w 2020 przemianowane na Poznańskie Centrum Dziedzictwa) – instytucję kultury Miasta Poznania, będącą od 2013 także operatorem Bramy Poznania.
W 2015 szlak został przeprojektowany. W ramach prac m.in. zmodyfikowano i skrócono jego przebieg, dodano nowe obiekty, zmieniono identyfikację wizualną i oznaczenia w przestrzeni miasta, a także rozpoczęto wydawanie nowych publikacji turystycznych.

## Nawiązanie historyczne w nazwie
„Królewskość” traktu związana jest z następującymi postaciami:

- Mieszko I,
- Dobrawa Przemyślidka,
- Bolesław I Chrobry,
- Mieszko II,
- Kazimierz Odnowiciel,
- Władysław Odonic,
- Przemysł I,
- Bolesław Pobożny
- Przemysł II.
- Kazimierz Wielki,
- Ludwik Węgierski,
- Królowa Jadwiga,
- Władysław Jagiełło,
- Jan Olbracht,
- Kazimierz Jagiellończyk,
- Zygmunt Stary,
- Henryk Walezy,
- Zygmunt III Waza,
- Jan Kazimierz.

„Cesarskość” traktu wiąże się z wizytą:
- Ottona III – cesarza, który przebywał w Poznaniu w roku 1000, w związku z udziałem w zjeździe gnieźnieńskim,
- Napoleona Bonaparte – cesarza Francuzów, który przebywał w Poznaniu w 1806, 1807 i dwukrotnie w 1812 r. Podczas swojej pierwszej wizyty, zamieszkał w Kolegium Jezuickim i stamtąd dowodził swoją armią, czyniąc Poznań na kilka tygodni stolicą Europy,
- Wilhelma II – ostatniego niemieckiego cesarza i króla Prus, który zbudował w Poznaniu zamek cesarski.

## Trakt Królewsko-Cesarski po 2015
Według opisu autorów „głównymi bohaterami” Traktu Królewsko-Cesarskiego jest „czterdzieści pokoleń poznaniaków”, a dziedzictwo kulturowe Poznania interpretowane ma być przez pryzmat dążenia ludzi z nim związanych do przezwyciężania trudności i osiągania sukcesu – metaforycznego „sięgania po koronę”. Zachowana od początku istnienia traktu nazwa odwołuje się również do tradycji monarszej: królewskiej, głównie piastowskiej, oraz cesarskiej, związanej z pobytami w Poznaniu władców noszących tytuł cesarski. Narracja traktu zawężona jest do dziedzictwa związanego z okresem historii między Chrztem Polski w 966 a 1918. Trasa przeznaczona jest do zwiedzania pieszego, rowerowego bądź z wykorzystaniem komunikacji miejskiej.
Trakt wewnętrznie dzieli się na:
- „oś główną”, mającą ok. 3 kilometrów długości, przebiegającą od Bramy Poznania do Zamku Cesarskiego. Ma charakter materialny[a], oznakowany jest w przestrzeni miejskiej bordowymi tablicami z wyciętą koroną – logo traktu, umieszczonymi na elementach infrastruktury miejskiej[7];
- trzy „obszary”: Ostrów Tumski, Stare Miasto oraz Śródmieście, w których wytyczono „szlaki główne” oraz „szlaki uzupełniające”. „Szlaki główne” oraz „szlaki uzupełniające” mają charakter wirtualny[a], nie są oznakowane w przestrzeni miejskiej, zostały opisane w internetowych i drukowanych publikacjach turystycznych[7];
- „szlaki tematyczne”, skupione na określonych tematach związanych z historią Poznania. Mają charakter wirtualny[a], nie są oznakowane w przestrzeni miejskiej, zostały opisane w internetowych i drukowanych publikacjach turystycznych[7]. Dotychczas (stan na październik 2017) przygotowane zostały „Szlak dziedzictwa żydowskiego” oraz „Szlak dziedzictwa Reformacji”[8].

### Szlak Główny: Ostrów Tumski i Katedra[6]
- Śluza Katedralna / Brama Poznania
- Rezerwat Archeologiczny Genius Loci
- Muzeum Archidiecezjalne - dawna Akademia Lubrańskiego
- Psałteria
- Relikty Palatium
- Kościół Najświętszej Marii Panny
- Bazylika Archikatedralna św Piotra i św Pawła
- Pałac arcybiskupi
- Most Biskupa Jordana

#### Szlak Uzupełniający: Śródka[6]
- Śluza Katedralna / Brama Poznania
- Tory tramwajowe w ulicy Dziekańskiej
- Most Biskupa Jordana
- Kamienica czynszowa przy ul. Ostrówek
- Kościół św Małgorzaty
- Dawny dom kongregacji Filipinów
- Dom „Pod Opatrznością”
- Dawny Królewski Zakład dla Głuchoniemych
- Kościół św Kazimierza i dawny klasztor reformatów
- Dawna szkoła elementarna
- Dawny kościół i klasztor Reformatów
- Kościół św Jana Jerozolimskiego

#### Szlak Uzupełniający: Chwaliszewo[6]
- Dawny most i krzyż chwaliszewski
- Dawne koryto Warty
- Fragmenty murów przeciwpowodziowych
- Dawny port rzeczny - przeładownia
- Dawna gazownia, wodociągi i elektrownia na Grobli

### Szlak Główny:  Stary Rynek[6]
- Rynek
- Ratusz
- Pręgierz
- Waga Miejska
- Pałac Mielżyńskich
- Pałac Działyńskich
- Odwach
- Kamienica Pinoccich
- Kamienica „Pod Daszkiem”
- Domki budników

### Szlak Główny: Stare Miasto[6]
- Dawny kościół dominikanów
- Dawna synagoga
- Kościół Najświętszej Krwi Pana Jezusa
- Dawny kościół katarzynek
- Dawne mury miejskie
- Budynek straży pożarnej
- Dawny zamek królewski
- Kościół franciszkanów konwentualnych
- Dawny budynek administracyjny
- Dawny dom handlowy
- Dawny Hotel Saski
- Zespół pojezuicki
- Fara
- Dawna szkoła jezuicka
- Dawne kolegium jezuickie
- Dawna kolegiata św Marii Magdaleny
- Dawny Pałac Górków
- Podwórze kamienicy Otto Sterna

#### Szlak Uzupełniający: Stare Miasto - Wzgórze św. Wojciecha[6]
- Kościół św. Wojciecha
- Krypta Zasłużonych Wielkopolan
- Cmentarz Zasłużonych Wielkopolan
- Kościół karmelitów
- Plac Wielkopolski

#### Szlak Uzupełniający: Piaski i Grobla[6]
- Park Chopina
- Kościół i klasztor bernardynów
- Dawny kościół i klasztor bernardynek
- Dawne gimnazjum św Marii Magdaleny
- Kościół Bożego Ciała
- Dawna loża masońska
- Dawna fabryka Zeylanda
- Kościół Wszystkich Świętych - dawny ewangelicki kościół św Krzyża

### Szlak Główny: Śródmieście[6]
- Aleje Marcinkowskiego - dawna ulica Wilhelmowska
- Plac Wolności - dawny plac WIlhelmowski
- Biblioteka Raczyńskich
- Bazar
- Muzeum Narodowe - dawne Muzeum Cesarza Fryderyka III
- Dawny Bank Wschodni
- Dawny Bank Włościański
- Dawny Dom Towarowy Hasse & Co.
- Teatr Polski
- Budynek Arkadii - dawny niemiecki Teatr Miejski
- Ulica Kantaka - dawna ulica Bismarcka
- Poznańskie Towarzystwo Przyjaciół Nauk
- Dawny Dom Poznańskiej Strzechy Budowlanej
- Kościół Najświętszego Zbawiciela - dawny kościół ewangelicki św. Pawła
- Collegium Maius UAM - dawna Pruska Komisja Osadnicza
- Dawne Forum Cesarskie
- Centrum Kultury „Zamek” - dawny Zamek Cesarski
- Hotel Royal
- Dawna szkoła elementarna
- Biblioteka Uniwersytecka - Dawna Biblioteka Cesarza Wilhelma
- Kościół św Marcina
- Kamienica przy ulicy Podgórnej

#### Szlak Uzupełniający: Śródmieście - Szlak Władzy i Instytucji[6]
- Polskie centrum: Biblioteka Raczyńskich, Bazar, PTPN
- Dawne Prowincjonalne Towarzystwo Ogniowe
- Dawny Królewski Konsystorz Ewangelicki
- Sąd Rejonowy - dawny Królewski Sąd Powiatowy
- Uniwersytet Artystyczny- dawne Ziemstwo Kredytowe
- Komenda Policji - dawny Urząd Ceł
- Uniwersytet Artystyczny - dawne Naczelne Dowództwo V Korpusu Armijnego
- Dawny Główny Urząd Poczty
- Dawny Bank Związku Spółek Zarobkowych

#### Szlak Uzupełniający: Śródmieście - Szlak Twierdzy i Niepodległości[6]
- Dawna Brama Berlińska
- Ulica Taczaka - dawna ulica Ludwiki
- Dawna Królewska Dyrekcja Kolei
- Dawny blokhauz
- Dawne koszary artyleryjskie
- Kino Apollo
- Bazar / Plac Wolności

## Trakt Królewsko-Cesarski przed 2015

### Wątki tematyczne traktu
W oparciu o walory kulturowe miasta wyłonione zostały cztery wątki tematyczne traktu, podkreślające elementy decydujące o wyjątkowości Poznania. W pierwotnej formie traktu umożliwiały one turyście wybranie interesujących go atrakcji z wachlarza propozycji kulturalnych i turystycznych Poznania, według następujących „wątków”:
- Trakt Historii – „Tu zaczęła się Polska...”,
- Trakt zabytków architektury – „Tak budował się Poznań – Trakt Pracy i Piękna”,
- Trakt tradycji wielkopolskich – „Nie tylko pyry z gzikiem – Dobra Strawa i Zabawa”.

### Przebieg traktu
Przebieg Traktu wiązał się z historią rozwoju urbanistyki i architektury: od miejsca początków Państwa Polskiego, poprzez miasto średniowieczne, nowożytne, aż do współczesności. Oś jego pierwotnego przebiegu wytyczono następująco: Jezioro Maltańskie – Kościół św. Jana Jerozolimskiego za murami – Śródka – Most Jordana – Ostrów Tumski – Most Bolesława Chrobrego – Chwaliszewo – Stary Rynek – ul. Paderewskiego – plac Wolności – ul. 27 Grudnia – ul. Fredry – Most Teatralny – ul. J.H. Dąbrowskiego – Kościół Najświętszego Serca Pana Jezusa i św. Floriana.

### Atrakcje i zabytki na trakcie
- Kościół św. Jana Jerozolimskiego za murami
- Jezioro Maltańskie wraz z centrum sportowo - rekreacyjnym
- Kolejka Parkowa Maltanka - stacja przy rondzie Śródka
- Kościół św. Kazimierza
- Kościół św. Małgorzaty
- Klasztor filipinów
- Most Biskupa Jordana
- Brama Poznania
- Śluza Katedralna
- Bazylika archikatedralna Świętych Apostołów Piotra i Pawła
- Pałac arcybiskupi
- Osiedle socjalne na Zagórzu
- Kościół Najświętszej Marii Panny in Summo
- Psałteria
- Muzeum Archidiecezjalne (budynek Akademii Lubrańskiego
- Kościół Najświętszego Serca Jezusowego i Matki Boskiej Pocieszenia
- Stara Gazownia
- Nowa Synagoga
- Pracownia i muzeum Józefa Ignacego Kraszewskiego w Poznaniu
- Kościół Najświętszej Marii Panny Wspomożycielki Wiernych
- Scena na piętrze
- Mury miejskie
- Kościół św. Wojciecha z Kryptą Zasłużonych Wielkopolan
- Kościół św. Józefa i klasztor karmelitów bosych i Cmentarz Zasłużonych Wielkopolan
- Fort Winiary (Cytadela)
- Kościół Najświętszej Krwi Pana Jezusa
- Ratusz
- Waga miejska
- Studzienka Bamberki
- Domki budnicze
- Wielkopolskie Muzeum Wojskowe będące oddziałem Muzeum Narodowego w Poznaniu
- Galeria Miejska Arsenał
- Odwach
- Pałac Działyńskich
- Muzeum Literackie Henryka Sienkiewicza
- Pałac Mielżyńskich
- Muzeum Instrumentów Muzycznych
- Zamek Królewski w którym mieści się Muzeum Sztuk Użytkowych
- Kościół św. Antoniego Padewskiego i klasztor franciszkanów konwentualnych w którego podziemiach znajduje się Makieta Dawnego Poznania
- Pałac Górków renesansowy pałac zajmowany przez muzeum archeologiczne
- Szkoła baletowa i siedziba Polskiego Teatru Tańca - Baletu Poznańskiego (dawna szkoła jezuicka)
- Kolegiata Farna
- Kościół Wszystkich Świętych
- Muzeum Etnograficzne
- Muzeum Bambrów Poznańskich
- Pomnik Latarnika
- Kościół św. Franciszka Serafickiego
- Kościół Bożego Ciała
- Centrum Handlu, Sztuki i Biznesu Stary Browar
- Teatr Muzyczny
- Pomnik Starego Marycha
- Kościół św. Marcina
- Hotel Bazar
- Muzeum Narodowe - Galeria Malarstwa i Rzeźby
- Biblioteka Raczyńskich
- Arkadia - siedziba Teatru Ósmego Dnia i Centrum Informacji Miejskiej
- Biblioteka Uniwersytecka
- Teatr Polski
- Okrąglak
- Poznańskie Towarzystwo Przyjaciół Nauk
- Kościół Najświętszego Zbawiciela
- Collegium Maius
- Teatr Wielki im. Stanisława Moniuszki
- Zamek Cesarski, w którym mieści się Centrum Kultury „Zamek”
- Pomniki: Poznańskiego Czerwca 1956 roku oraz Adama Mickiewicza
- Uniwersytet im. Adama Mickiewicza - Collegium Minus i Aula Uniwersytecka (sala koncertowa Filharmonii Poznańskiej im. Tadeusza Szeligowskiego
- Aula Nova
- Palmiarnia znajdująca się w Parku Wilsona
- Stare Zoo
- Mieszkanie-Pracownia Kazimiery Iłłakowiczówny
- Teatr Nowy
- zespół rezydencjonalny na Jeżycach
- Gmach I Oddziału ZUS w Poznaniu
- dawna Izba Rolnicza
- zajezdnia tramwajowa przy ul. Gajowej
- Zespół kamienic secesyjnych i szachulcowych przy ul. J. H. Dąbrowskiego
- Rynek Jeżycki - tradycyjny poznański targ
- Kościół Najświętszego Serca Jezusa i św. Floriana

### Partnerzy programu
Przy realizacji programu w latach 2006–2013 podejmowana była współpraca z partnerami stałymi – 21 instytucjami kultury i sztuki, nauki oraz przedstawicielami duchowieństwa, a także z partnerami stowarzyszonymi, którzy reprezentowali na forum programu instytucje branżowe (m.in. organizacje turystyczne):

- Centrum Kultury Zamek
- Estrada Poznańska
- Filharmonia Poznańska im. Tadeusza Szeligowskiego
- Polski Teatr Tańca
- Teatr Animacji
- Teatr Nowy
- Teatr Ósmego Dnia
- Teatr Polski
- Teatr Wielki im. Stanisława Moniuszki
- Galeria Miejska Arsenał
- Muzeum Archeologiczne
- Muzeum Narodowe
- Wielkopolskie Muzeum Walk Niepodległościowych
- Archiwum Państwowe
- Biblioteka Raczyńskich
- Kuria Metropolitalna
- Akademia Ekonomiczna
- Uniwersytet Medyczny im. Karola Marcinkowskiego
- Akademia Sztuk Pięknych
- Akademia Muzyczna
- Uniwersytet im. Adama Mickiewicza